# Hebeicoleus sertulatus
Hebeicoleus sertulatus is een keversoort uit de familie Cupedidae. De wetenschappelijke naam van de soort is voor het eerst geldig gepubliceerd in 1983 door Hong.